# Vasaloppet 1933
Vasaloppet 1933 hölls söndagen 19 februari 1933 och var det elfte loppet i ordningen efter att Vasaloppet 1932 blivit inställd. Arthur Häggblad var först i mål på tiden 5:57:09.

## Loppet
Efter att Vasaloppet 1932 blivit inställt på grund av snöbrist så var det nu 54 löpare anmälda, det näst minsta antalet någonsin. På grund av 27 minusgrader i Sälen flyttades starten fram en halvtimme.
24-årige Arthur Häggblad från IFK Umeå vann sin första Vasaloppsseger på 5:57:09. Han svepte bara lite blåbärssaft i Evertsberg, det var allt under loppet. Han bekransades efter målgång av kranskullan Margit Nilsson.

## Resultat
| Plac | Namn            | Klubb      | Tid     |
| ---- | --------------- | ---------- | ------- |
| 1    | Arthur Häggblad | Ifk Umeå   | 5:57:09 |
| 2    | John Wikström   | Luleå Sk   | 5:57:30 |
| 3    | Edvin Kusén     | Orsa If    | 5:58:55 |
| 4    | Olle Olsson     | Ifk Mora   | 5:59:47 |
| 5    | Anders Ström    | Ifk Mora   | 6:03:00 |
| 6    | H Södergren     | Ockelbo Sk | 6:04:39 |
| 7    | Erik Dahl       | Orsa If    | 6:05:44 |
| 8    | Axel Persson    | Ifk Mora   | 6:10:05 |
| 9    | John Bonander   | Säters If  | 6:11:13 |
| 10   | Algon Stoltz    | Bodens Bk  | 6:11:49 |